# Matt White (Triathlet)
Matt White (* 9. Mai 1977) ist ein ehemaliger Triathlet aus Australien.

## Werdegang
Der Südaustralier begann mit 15 Jahren mit Triathlon und startete als damals 20-Jähriger bei seinem ersten Rennen als Profi-Triathlet.
Der hauptberufliche Feuerwehrmann startet seit 1999 als Profi-Athlet. Sein Spitzname ist Matty.
2001 startete er in den französischen Alpen im Embrunman bei seinem ersten Rennen über die Langdistanz (3,8 km Schwimmen, 188 km Radfahren und 42,2 km Laufen) und belegte den achten Rang.
Seit 2012 tritt er nicht mehr international in Erscheinung.
Matt White lebt in Adelaide und ist als Coach tätig.

## Sportliche Erfolge
| Datum/Jahr    | Rang | Wettbewerb                                   | Austragungsort     | Zeit     | Bemerkung                               |
| ------------- | ---- | -------------------------------------------- | ------------------ | -------- | --------------------------------------- |
| 19. Aug. 2012 | 3    | Ironman 70.3 Yeppoon                         | Yeppoon            | 03:55:18 |                                         |
| 5. Mai 2012   | 2    | Ironman 70.3 Busselton                       | Busselton          | 03:56:33 |                                         |
| 14. Aug. 2011 | 2    | Ironman 70.3 Yeppoon                         | Yeppoon            | 03:56:50 | Zweiter bei der Erstaustragung          |
| 7. Mai 2011   | 2    | Ironman 70.3 Busselton                       | Busselton          |          |                                         |
| 14. Nov. 2010 | 1    | Shepparton Campbell’s Half Ironman Triathlon | Shepparton         | 03:49:23 | [ 2 ]                                   |
| 31. Juli 2010 | 3    | Steelhead Ironman 70.3                       | Benton Harbor      | 04:29:25 | Dritter, hinter dem Sieger James Cotter |
| 18. Juli 2010 | 2    | Ironman 70.3 Racine                          | Racine (Wisconsin) |          |                                         |
| 12. Juni 2010 | 4    | Ironman 70.3 Boise                           | Vereinigte Staaten |          |                                         |
| 6. Juni 2010  | 3    | Ironman 70.3 Mooseman                        | Newfound           |          |                                         |
| 8. Feb. 2009  | 5    | Ironman 70.3 Geelong                         | Geelong            | 03:57    | über die Halbdistanz (Ironman 70.3)     |
| 16. Aug. 2008 | 1    | Capricorn Half                               | Yeppoon            | 04:04:11 |                                         |

| Datum/Jahr    | Rang | Wettbewerb                | Austragungsort | Zeit     | Bemerkung                            |
| ------------- | ---- | ------------------------- | -------------- | -------- | ------------------------------------ |
| 3. Juni 2012  | 4    | Ironman Cairns            | Cairns         | 08:31:19 | [ 4 ]                                |
| 5. Juni 2011  | 2    | Challenge Cairns          | Cairns         | 08:54:46 | Zweiter hinter Chris McCormack       |
| 5. Dez. 2010  | 2    | Ironman Western Australia | Busselton      | 08:18:06 | persönliche Bestzeit Ironman-Distanz |
| 27. Juni 2010 | 6    | Ironman Coeur d’Alene     | Idaho          | 08:49:04 | [ 7 ]                                |
| 1. Mai 2010   | 4    | Ironman Australia         | Port Macquarie | 08:36    |                                      |
| 5. Dez. 2009  | 5    | Ironman Western Australia | Busselton      |          | [ 8 ]                                |
| 10. Okt. 2009 | 18   | Ironman Hawaii            | Hawaii         |          | Ironman World Championships          |
| 5. Apr. 2009  | 8    | Ironman Australia         | Port Macquarie | 08:50    | [ 9 ]                                |
| 6. Apr. 2008  | 7    | Ironman Australia         | Port Macquarie | 08:59    |                                      |
| 31. Aug. 2003 | 2    | Ironman Korea             | Seogwipo       |          |                                      |
| 2001          | 8    | Embrunman                 | Embrun         |          |                                      |

(DNF – Did Not Finish)